# 置戸町
置戸町（おけとちょう）は、北海道オホーツク総合振興局にある常呂郡の町。オホーツク地域のうち北見地域に属する。

## 概要
現在の緑川を指すアイヌ語の「オ・ケトゥ・ウン・ナイ」（川尻に・獣皮を乾かすその張り枠・ある・川）の前半部に字を当てたものであるとされる。北海道ながら高気圧の際には真夏日になることがある。

## 地理

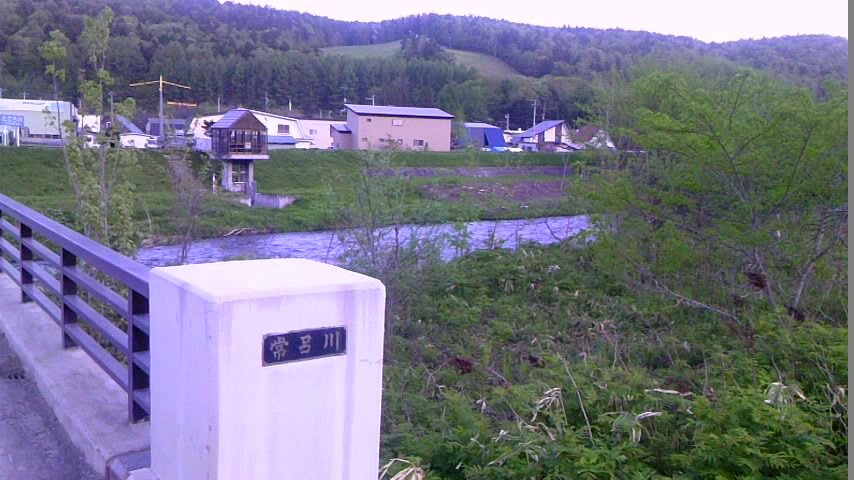
常呂川

オホーツク総合振興局中部、北見市の南西部に位置する。地形は東西に長く、常呂川がおけと湖から東に向かって下る。東部は丘陵地帯、西部は山岳地帯で広大な森林が広がる。
- 山：東三国山（1,230 m）
- 河川：常呂川、訓子府川
- 湖沼：おけと湖（鹿ノ子ダム）

### 人口
| |                                        |  |
| 置戸町と全国の年齢別人口分布（2005年） | 置戸町の年齢・男女別人口分布（2005年） |  |
| ■紫色 ― 置戸町 ■緑色 ― 日本全国 | ■青色 ― 男性 ■赤色 ― 女性              |  |
| 置戸町（に相当する地域）の人口の推移 \| 1970年（昭和45年） \| 8,881人 \| \| \| 1975年（昭和50年） \| 7,481人 \| \| \| 1980年（昭和55年） \| 6,430人 \| \| \| 1985年（昭和60年） \| 5,601人 \| \| \| 1990年（平成2年） \| 4,901人 \| \| \| 1995年（平成7年） \| 4,451人 \| \| \| 2000年（平成12年） \| 4,110人 \| \| \| 2005年（平成17年） \| 3,699人 \| \| \| 2010年（平成22年） \| 3,428人 \| \| \| 2015年（平成27年） \| 3,092人 \| \| \| 2020年（令和2年） \| 2,775人 \| \| |                                        |  |
| 総務省統計局 国勢調査より |                                        |  |
| 1970年（昭和45年） | 8,881人                                |  |
| 1975年（昭和50年） | 7,481人                                |  |
| 1980年（昭和55年） | 6,430人                                |  |
| 1985年（昭和60年） | 5,601人                                |  |
| 1990年（平成2年） | 4,901人                                |  |
| 1995年（平成7年） | 4,451人                                |  |
| 2000年（平成12年） | 4,110人                                |  |
| 2005年（平成17年） | 3,699人                                |  |
| 2010年（平成22年） | 3,428人                                |  |
| 2015年（平成27年） | 3,092人                                |  |
| 2020年（令和2年） | 2,775人                                |  |

## 気候
ケッペンの気候区分によると、置戸町は湿潤大陸性気候に属する。寒暖の差が大きく気温の年較差、日較差が大きい顕著な大陸性気候である。降雪量が多く、豪雪地帯に指定されている。冬季は沿岸のオホーツク海側の地域よりは内陸の山間部であるため-25℃前後の気温が観測されることが珍しくない。
| 境野（1991年 - 2020年）の気候      | 境野（1991年 - 2020年）の気候 | 境野（1991年 - 2020年）の気候 | 境野（1991年 - 2020年）の気候 | 境野（1991年 - 2020年）の気候 | 境野（1991年 - 2020年）の気候 | 境野（1991年 - 2020年）の気候 | 境野（1991年 - 2020年）の気候 | 境野（1991年 - 2020年）の気候 | 境野（1991年 - 2020年）の気候 | 境野（1991年 - 2020年）の気候 | 境野（1991年 - 2020年）の気候 | 境野（1991年 - 2020年）の気候 | 境野（1991年 - 2020年）の気候 |
| 月                                 | 1月                           | 2月                           | 3月                           | 4月                           | 5月                           | 6月                           | 7月                           | 8月                           | 9月                           | 10月                          | 11月                          | 12月                          | 年                            |
| ---------------------------------- | ----------------------------- | ----------------------------- | ----------------------------- | ----------------------------- | ----------------------------- | ----------------------------- | ----------------------------- | ----------------------------- | ----------------------------- | ----------------------------- | ----------------------------- | ----------------------------- | ----------------------------- |
| 最高気温記録 °C （°F）             | 7.8 (46)                      | 14.1 (57.4)                   | 18.2 (64.8)                   | 30.7 (87.3)                   | 37.4 (99.3)                   | 37.0 (98.6)                   | 38.0 (100.4)                  | 36.9 (98.4)                   | 32.2 (90)                     | 30.3 (86.5)                   | 21.3 (70.3)                   | 15.0 (59)                     | 38.0 (100.4)                  |
| 平均最高気温 °C （°F）             | −3.3 (26.1)                   | −2.3 (27.9)                   | 2.5 (36.5)                    | 10.4 (50.7)                   | 17.2 (63)                     | 20.8 (69.4)                   | 24.1 (75.4)                   | 24.8 (76.6)                   | 21.1 (70)                     | 14.8 (58.6)                   | 6.9 (44.4)                    | −0.6 (30.9)                   | 11.4 (52.5)                   |
| 日平均気温 °C （°F）               | −9.3 (15.3)                   | −8.6 (16.5)                   | −3.0 (26.6)                   | 4.3 (39.7)                    | 10.6 (51.1)                   | 14.7 (58.5)                   | 18.6 (65.5)                   | 19.4 (66.9)                   | 15.3 (59.5)                   | 8.5 (47.3)                    | 1.4 (34.5)                    | −6.3 (20.7)                   | 5.5 (41.9)                    |
| 平均最低気温 °C （°F）             | −15.6 (3.9)                   | −15.7 (3.7)                   | −9.5 (14.9)                   | −1.5 (29.3)                   | 4.3 (39.7)                    | 9.4 (48.9)                    | 13.9 (57)                     | 14.9 (58.8)                   | 10.2 (50.4)                   | 2.9 (37.2)                    | −3.6 (25.5)                   | −12.1 (10.2)                  | −0.2 (31.6)                   |
| 最低気温記録 °C （°F）             | −29.3 (−20.7)                 | −30.3 (−22.5)                 | −26.3 (−15.3)                 | −15.5 (4.1)                   | −4.7 (23.5)                   | −1.3 (29.7)                   | 3.1 (37.6)                    | 5.6 (42.1)                    | −0.1 (31.8)                   | −6.9 (19.6)                   | −17.9 (−0.2)                  | −24.1 (−11.4)                 | −30.3 (−22.5)                 |
| 降水量 mm （inch）                 | 38.6 (1.52)                   | 28.9 (1.138)                  | 37.8 (1.488)                  | 47.1 (1.854)                  | 58.2 (2.291)                  | 67.3 (2.65)                   | 104.0 (4.094)                 | 132.9 (5.232)                 | 125.2 (4.929)                 | 73.1 (2.878)                  | 45.3 (1.783)                  | 50.7 (1.996)                  | 809.0 (31.85)                 |
| 平均降水日数 （≥1.0 mm）           | 8.5                           | 7.5                           | 9.1                           | 9.0                           | 9.1                           | 10.7                          | 11.4                          | 12.0                          | 11.2                          | 9.0                           | 8.5                           | 8.9                           | 115.0                         |
| 平均月間日照時間                   | 125.5                         | 130.3                         | 160.2                         | 168.8                         | 171.4                         | 158.0                         | 149.6                         | 143.7                         | 146.6                         | 152.4                         | 131.2                         | 121.5                         | 1,759.2                       |
| 出典1：Japan Meteorological Agency |                               |                               |                               |                               |                               |                               |                               |                               |                               |                               |                               |                               |                               |
| 出典2：気象庁                      |                               |                               |                               |                               |                               |                               |                               |                               |                               |                               |                               |                               |                               |

## 歴史
秋田地区は、1911年に秋田県雄勝郡、平鹿郡を襲った水害によって離村した人々によって開拓された。
- 縄文時代より栄えた。チャシがみられる。
- 1808年（文化4年） - 幕府の天領となる。
- 1821年（文政4年） - 松前藩領となる。
- 1855年（安政2年） - 幕府の天領となる。
- 1911年（明治44年）4月1日 - 野付牛村（現北見市）から分村、置戸村となる。
- 1920年（大正9年）6月1日  - 訓子府村（現訓子府町）を分村。
- 1928年（昭和3年） - エゾナキウサギが発見される。

- 1941年（昭和16年）- 村内に15字を設置（置戸、秋田、雄勝、境野、豊住、北交、川南、幸岡、常盤、拓殖、中里、安住、勝山、春日、常元）[7]。

- 1949年（昭和24年）7月1日 - 幸岡の一部を留辺蘂町へ編入。留辺蘂町富岡となる。
- 1950年（昭和25年）1月1日 - 町に昇格、置戸町となる。
- 1952年（昭和27年）- 常盤の一部を訓子府町へ編入。
- 1983年（昭和58年）- オケクラフト（OKECRAFT）の設立。
- 2002年（平成14年）- 置戸町街並み整備事業が手づくり郷土賞（地域整備部門）受賞[8]。
- 2006年（平成18年） - 鉄道が廃止される。

## 経済
農業（畑作）、酪農、林業が発達。テンサイ、コムギ、ジャガイモ、タマネギ、マメ、メロンなどが生産される。ヤーコンが栽培されていることでも有名。地元で産出される木材を生かした木工工芸品「オケクラフト」の生産も盛ん。
- きたみらい農業協同組合
  - 置戸支所（置戸46番地）
- 置戸林産流通加工協同組合連合会（境野8番地）
- 置戸地区林産協同組合（中里9番1号）
- 置戸町商工会（置戸456番1号）
- 北見信用金庫
  - 置戸支店（置戸144番1号）
- 日本郵便
  - 置戸郵便局（置戸62番2号）
  - 境野郵便局（境野87番地）
  - 勝山郵便局（勝山90番1号）
  - 北見秋田簡易郵便局

## 公共機関
- 農林水産省
  - 林野庁
    - 北海道森林管理局
      - 北見事務所
        - 網走中部森林管理署（置戸398番99号）
- 国土交通省
  - 北海道開発局
    - 網走開発建設部
      - 北見河川事務所
        - 鹿ノ子ダム管理支所（常元）
- 北海道
  - 公安委員会
    - 警察本部
      - 北見方面本部
        - 北見警察署
          - 置戸警察官駐在所（置戸9番10号）
          - 勝山警察官駐在所（安住139番22号）
- 北見地区消防組合
  - 消防署
    - 置戸支署（置戸192番地）
- 日本赤十字社
  - 北海道支部
    - 置戸赤十字病院（置戸77番地）
- 置戸町（本庁舎 置戸181番地）

### 教育
- 北海道置戸高等学校（置戸256番8号）
- 置戸町立置戸中学校（拓殖47番1号）
- 置戸町立置戸小学校（置戸258番1号）

## 交通

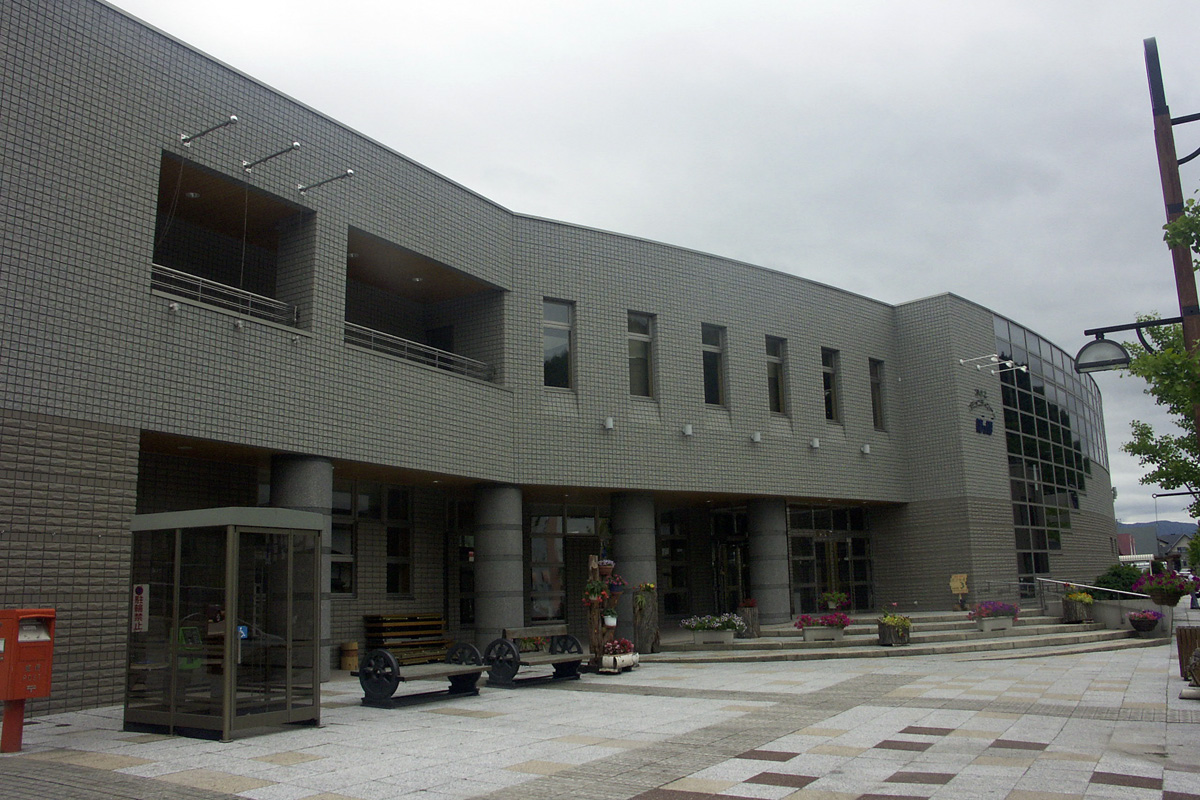
旧置戸駅

### 空港
空港はない。最寄りの空港は大空町の女満別空港。

### 鉄道
町内に鉄道路線は通っていない。鉄道を利用する場合の最寄り駅は、JR北海道石北本線留辺蘂駅。

#### 廃止された鉄道
北海道ちほく高原鉄道
- ふるさと銀河線（2006年4月21日廃止）：置戸駅 - 豊住駅 - 境野駅

### バス
北海道北見バスが訓子府・北見方面、陸別方面、勝山方面へ運行。

### 道路
- 一般国道
  - 国道242号
- 北海道道
  - 北海道道50号北見置戸線
  - 北海道道88号本別留辺蘂線
  - 北海道道211号春日置戸線
  - 北海道道247号置戸温根湯線
  - 北海道道261号置戸福野北見線
  - 北海道道986号置戸訓子府北見線
  - 北海道道1001号北光置戸線
  - 北海道道1050号常元中里線

## 名所・旧跡・観光スポット・祭事・催事

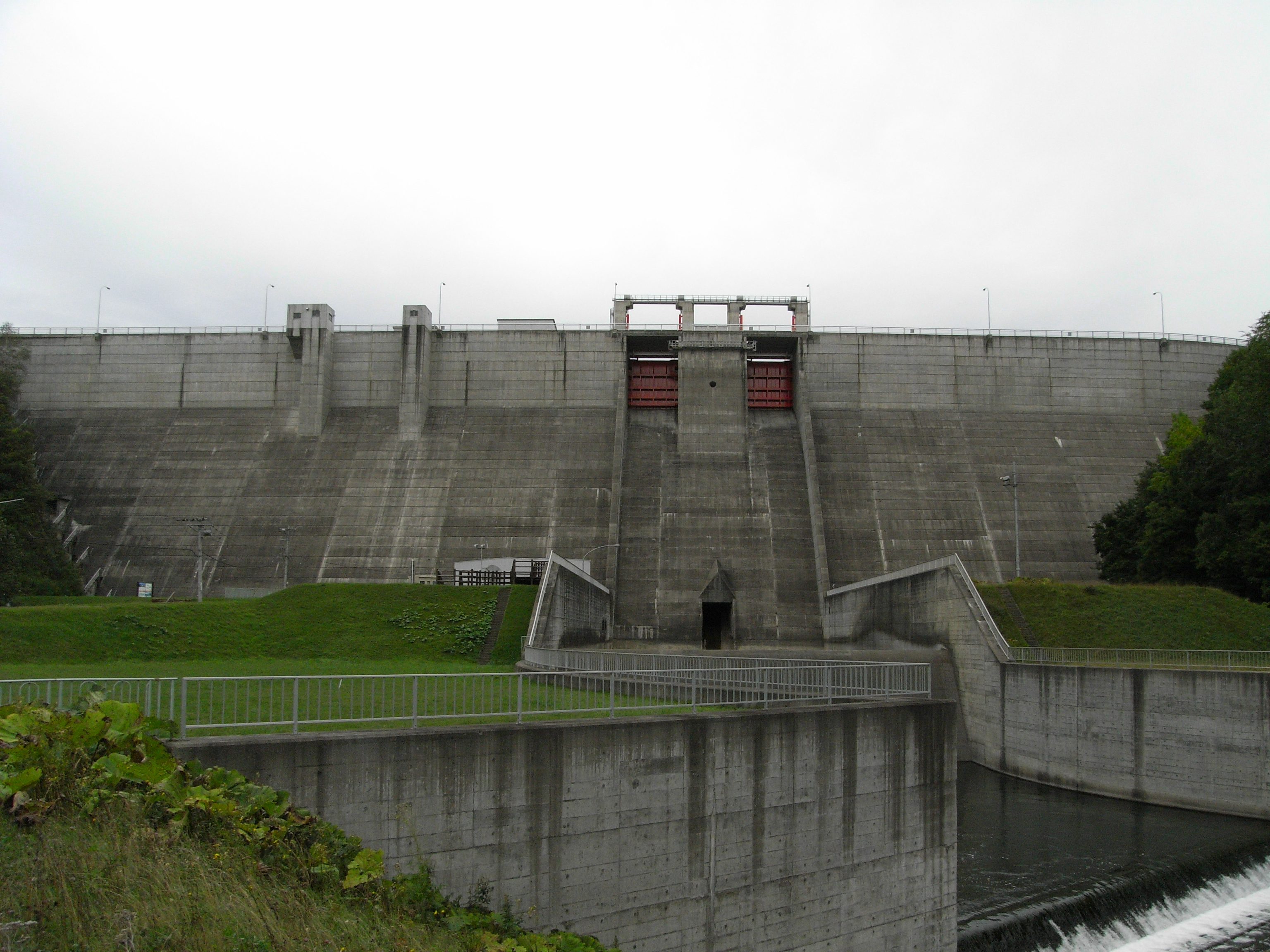
鹿ノ子ダム

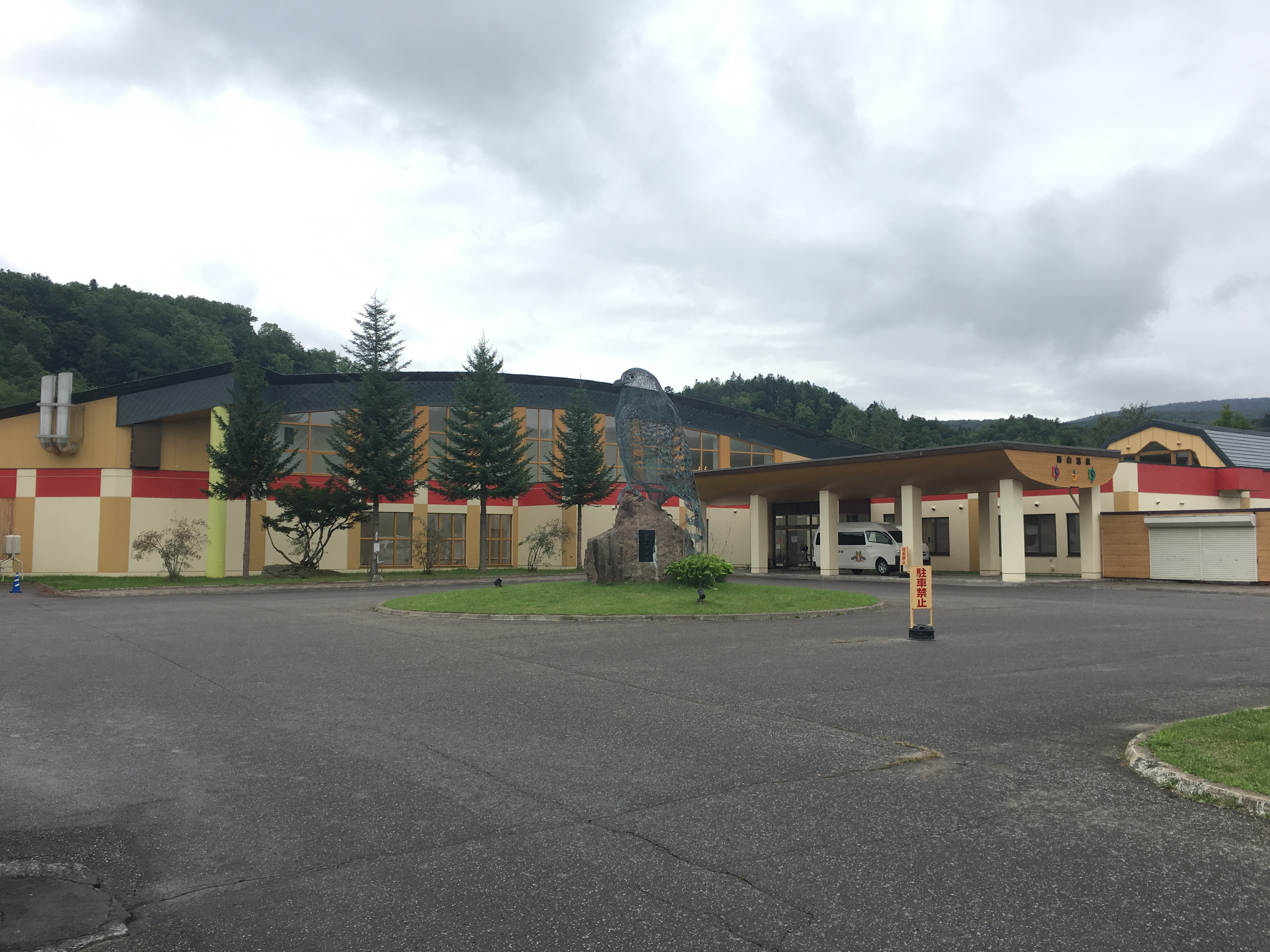
おけと勝山温泉ゆぅゆ

- 鹿ノ子ダムとおけと湖
- 鹿の子沢
- オケクラフトセンター 森林工芸館
- どま工房
- おけと勝山温泉ゆぅゆ（常元1番5号）
- おけとパークゴルフ場
- 勝山パークゴルフ場
- おけと夏まつり
- 山神祭おけと人間ばん馬大会
- 馬力だすべえ祭（9月）
- 置戸ぽっぽ絵画館[9]
- 置戸町郷土資料館

## 地元週刊誌
- 置戸タイムス社（2024年12月31日付で休刊）

## 出身者
- 弓場徹 - 発声研究家、声楽家（テナー）、三重大学名誉教授、コロンビア大学客員教授 (2001) 、東京大学医学部客員研究員 (2002-8) 、理化学研究所客員研究員 (2015 - 2020)
- 佐々木梅治 - 俳優、声優
- 小林七郎 - アニメーション美術監督
- 南ヤスヒロ - 歌手（Sunbrain）、作曲家（平井堅「style」、中島美嘉 「MY MEDICINE」「ISOLATION」など）
- 菊地史朗 - アサヒ飲料　元代表取締役社長
- 渡辺真也（放送作家）- 代表番組「めちゃ2イケてるッ!」「はねるのトびら」「ナイナイライブ」「くりぃむナントカ」「虎の門」 など
- 宮井国夫 - 元 ラグビー日本代表選手
- 奥山英明 - 練成会グループ代表取締役会長
- 佐藤峻一 - 元 プロ野球選手
- 忠津陽子 - 漫画家
- 新岡浩美 - アニメーター、作画監督、漫画家
- 笹久保和雄 - 元バイアスロン選手　昭和４７年開催札幌オリンピックと４年後のインスブルックオリンピックに２度出場